# Green Stadium前停留場
Green Stadium前停留場（日语：／ Guriin sutajiamu-mae teiryūjō */?）是隸屬於宇都宮輕軌的鐵路車站，座落於栃木縣宇都宮市，車站編號為12。
車站以位於東北方、J2 League足球隊栃木SC的主場館栃木縣Green Stadium命名。另外，又因車站四周皆為佳能工場用地，集團因此運用購買冠名權而為本站加上副站名「佳能前」。

## 月台配置
與平石停留場一樣，在現時設定下為繁忙時間的區間車中途站，設有兩個島式月台，但與平石不同的是，首先本站並沒有由芳賀開出的區間車；下行方面，平日只有由平石開出的區間車才會以本站為終點，而假日則有兩班深宵班次由宇都宮站駛至本站為止；其次，兩個島式月台是採用分離式設置。兩個島式月台正好位於十字路口的兩端，兩者相距約150米。往芳賀方向的下行月台，座落於佳能宇都宮光學機器事務所工場側；而往宇都宮站的上行月台，則為佳能未開發的土地及Green Stadium的一方。
由清原地區市民中心前駛至的列車，會先停靠1、2號島式下行月台，然後視乎情況，透過前方的轉轍器，可靠左繼續下行線道，或靠右駛入上行島式月台中的3號月台；反之亦然。
| 月台 | 路線              | 方向 | 目的地                  | 備註                                                                     |
| ---- | ----------------- | ---- | ----------------------- | ------------------------------------------------------------------------ |
| 1、2 | ■宇都宮芳賀輕軌線 | 下行 | 芳賀·高根澤工業團地方向 | 1號為避線，2號為主發月台及區間車終站。                                   |
| 3、4 | ■宇都宮芳賀輕軌線 | 上行 | 平石、宇都宮站東口方向  | 3號為主發月台（包括往宇都宮的區間車），4號為避線，有少部份晚間班次使用。 |

## 歷史
- 2021年4月23日：公佈站名[4]。
- 2023年8月26日：正式營運[2][3]。

## 相鄰車站
宇都宮輕軌
■宇都宮芳賀輕軌線
快速（下行）、普通
清原地區市民中心前 (11) — Green Stadium前 (12) — 結之杜西 (13)

## 外部連結
- 宇都宮輕軌Green Stadium前停留場網頁 （页面存档备份，存于）